# Jerzy Kuryłowicz
Jerzy Kuryłowicz (* 26. August 1895 in Stanislau; † 28. Januar 1978 in Krakau) war ein polnischer Sprachwissenschaftler und Indogermanist.

## Leben
Kuryłowicz war der Sohn von Roman Kuryłowicz und Flora geb. Kleczyńska und Bruder des Mikrobiologen Włodzimierz Kuryłowicz. Nach dem Besuch des Gymnasiums in Lemberg nahm er 1913 ein Wirtschaftsstudium an der Hochschule für Welthandel in Wien auf, wurde aber ein Jahr später zur österreichischen Armee eingezogen. Nach Kriegsende studierte er in Lemberg Romanistik, Germanistik, Indologie und Semitistik. Ein Jahr verbrachte er auch in Paris, wo er u. a. bei Antoine Meillet studierte. 1929 wurde er zum Professor für Indogermanistik und Romanistik an der Universität Lemberg ernannt.
Nach der Zwangsumsiedlung aus Lemberg 1946 wurde er in Breslau Professor für allgemeine Sprachwissenschaft. Von 1948 bis zu seiner Emeritierung war er Professor desselben Fachs an der Jagiellonen-Universität in Krakau.
Ab 1938 war er Mitglied der Polska Akademia Umiejętności, ab 1952 der Polnischen Akademie der Wissenschaften, 1964 wurde er in die Académie des Inscriptions et Belles-Lettres, 1965 in die American Academy of Arts and Sciences und 1974 in die British Academy gewählt.

## Laryngaltheorie und Hethitisch
Ferdinand de Saussure ist der Erfinder der Laryngaltheorie. Dass diese Theorie heute allgemein anerkannt ist, liegt nicht zuletzt an Jerzy Kuryłowicz und dessen Studien zum Hethitischen. 1917 wurden die hethitischen Tontafeln, die man in der heutigen Türkei vor etwa 100 Jahren entdeckte, entziffert, vier Jahre nach de Saussures Tod. Kuryłowicz hat Hethitisch als indogermanische Sprache identifiziert und zudem im Hethitischen Wörter gefunden, die einen Laryngallaut dort aufweisen, wo de Saussure ihn postulierte.

## Auszeichnungen (Auszug)
- 1965: Ehrendoktor der Universität Wien
- 1973: Österreichisches Ehrenzeichen für Wissenschaft und Kunst

## Werke
- Traces de la place du ton en gathique. Champion, Paris 1925.
- Études indoeuropéennes. Gebethner & Wolff, Kraków 1935.
- L’accentuation des langues indo-européennes. Kraków 1952. (2. Auflage 1958)
- L’apophonie en indo-européen. Zakład im. Ossolińskich, Wrocław 1956.
- Esquisses linguistiques. Polska Akademia Nauk / Zakład Naroldowy im. Ossolíńskich, Wrocław/Kraków 1960.
- L’apophonie en sémitique. Kraków 1962.
- The inflectional categories of Indo-European. Winter, Heidelberg 1964.
- mit Manfred Mayrhofer: Indogermanische Grammatik. Winter, Heidelberg 1968 ff.
- Studies in Semitic grammar and metrics. Wydawn. Polskiej Akademii Nauk / Zakład Narodowy im. Ossolińskich / Curzon Press, Wrocław/London 1972.
- Metrik und Sprachgeschichte. Zakład Narodowy im. Ossolińskich, Wrocław 1975.
- Problèmes de linguistique indo-européenne. Zakład narodowy im. Ossolińskich, Wrocław 1977.